# Estación de Hornachuelos
Hornachuelos es una estación ferroviaria situada en el municipio español de Hornachuelos en la provincia de Córdoba, comunidad autónoma de Andalucía. La estación se encuentra a 7 kilómetros de la localidad homónima y junto a la Hacienda de Moratalla, a la que en un principio también prestaba servicio.

## Situación ferroviaria
Las instalaciones ferroviarias se encuentran situadas en el punto kilométrico 482,1 de la línea de ancho ibérico Alcázar de San Juan-Cádiz, a 63 metros de altitud sobre el nivel del mar, entre las estaciones de Palma del Río y de Posadas. El tramo es de vía única y está electrificado.

## Historia
La estación fue abierta al tráfico el 5 de marzo de 1859 con la puesta en marcha del tramo Lora del Río-Córdoba de la línea que pretendía unir Sevilla con Córdoba. Las obras y la explotación inicial de la concesión corrieron a cargo de la Compañía del Ferrocarril de Córdoba a Sevilla que se constituyó a tal efecto. En 1875, MZA compró la compañía para unir la presente línea al trazado Madrid-Córdoba, logrando unir así Madrid con Sevilla. En 1941, tras la nacionalización de la red ferroviaria de ancho ibérico, las instalaciones pasaron a formar parte de la recién creada RENFE. Desde enero de 2005, con la división de RENFE, el ente Adif es la titular de las instalaciones ferroviarias mientras que Renfe Operadora explota la línea.

## Servicios ferroviarios
En la actualidad la estación no posee ningún servicio ferroviario si bien es verdad que hay propuestas para que el tren pare en la estación. Sin embargo, sí que pasa por la estación, sin parar, la línea 66 de Media Distancia además de trenes de mercancías, entre otros.